# Parablennius goreensis
Parablennius goreensis är en fiskart som först beskrevs av Valenciennes, 1836.  Parablennius goreensis ingår i släktet Parablennius och familjen Blenniidae. Inga underarter finns listade i Catalogue of Life.